# Kortoorrotskangoeroe
De kortoorrotskangoeroe (Petrogale brachyotis) is een kangoeroe uit het geslacht der rotskangoeroes (Petrogale).

## Kenmerken
De bovenkant van het lichaam is grijsbruin met zilveren vlekken, de onderkant lichtgrijs. Over de flanken loopt een geelbruine streep, net als tussen de ogen en de neus. Het deel van het gezicht tussen deze strepen is donkerbruin. Van het voorhoofd tot midden op de rug loopt een donkere rugstreep. De ledematen zijn kaneelkleurig. De korte staart is kaneelbruin met een zwarte borstel op de punt. De kop-romplengte bedraagt 415 tot 550 mm, de staartlengte 320 tot 550 mm, de oorlengte 40 tot 48 mm en het gewicht 2200 tot 5500 g.

## Leefwijze
Deze soort is voornamelijk 's nachts actief en eet gras, zegge en zaden.

## Verspreiding
Deze soort komt voor in Noord-Australië van de Kimberley (West-Australië) tot de Daly-rivier in het Noordelijk Territorium.

## Taxonomie
Tot 2014 werd de soort Petrogale wilkinsi als synoniem gerekend van deze soort, maar genetisch en morfologisch onderzoek toonde aan dat het een aparte soort was. Ditzelfde onderzoek beschreef een nieuwe ondersoort van de kortoorrotskangoeroe, waardoor er nu 2 ondersoorten tot de soort worden gerekend:
- Petrogale brachyotis brachyotis (Gould, 1841) – komt voor in de Kimberley (West-Australië) en in het Noordelijk Territorium ten westen van de Victoria-rivier.
- Petrogale brachyotis victoriae Potter et al., 2014 – komt voor tussen de Victoria-rivier en de Daly-rivier in het Noordelijk Territorium.